# Idiocera (Idiocera) vayu
Idiocera (Idiocera) vayu is een tweevleugelige uit de familie steltmuggen (Limoniidae). De soort komt voor in het Oriëntaals gebied.